# Muhammad Saríf Pasa
Muhammad Saríf Pasa (arab írással محمد باشا شريف, tudományos átiratban Muḥammad bāšā Šarīf, Isztambul/Kairó, 1826. november 28. – Graz, 1887. április 10.) török származású egyiptomi katonatiszt, politikus, az Egyiptomi Alkirályság háromszoros miniszterelnöke volt. Nagy szerepet játszott az oktatás fejlesztésében és az 1879-es alkotmány létrehozásában.

## Életútja

### Származása, tanulmányai
Apja, Ahmad Saríf vallástudós, az Oszmán Birodalom egyik magas rangú tisztviselője volt: II. Mahmud oszmán szultán (1808–1839) udvarában sejhüliszlám volt, az egyiptomi Muhammad Ali Pasát (1805–1848) pedig egyiptomi főkádiként szolgálta. Később a Hidzsázba küldték kádinak. Fia az 1826-ban létesített kairói katonai iskolában végezte tanulmányait, és már fiatalon külföldi megbízásokat kapott Isztambulban és nyugaton: 1840-ben nem hivatalos képviselőként részt vett a londoni konferencián. 1844–1849 között ösztöndíjasként Franciaországban tanult: előbb Párizsban, majd a saint-cyr-i katonai akadémián, ezután a seregben szerzett gyakorlatot.

### Karrierje az egyiptomi kormányzatban
I. Abbász hívására hazatért, és három évig a francia származású Szulejmán Pasa testőrségében teljesített szolgálatot. (1856-ban az ő lányát vette feleségül.) 1852-ben Isztambulba utazott, hogy átvegye apai örökségét, majd 1853-ban ismét Egyiptomba jött, ahol Abd al-Halím Pasa titkára lett. Az 1854-ben trónra lépő Szaíd katonai szolgálatba helyezte, előléptette és a testőrség tisztjévé tette. 1856–58 között nem volt szolgálatban, majd 1858-ban külügyminiszterré lépett elő. 1861-ben az Ítéletek Tanácsa élére helyezték, melynek feladata a törvények felügyelete és a megalkotásukban való részvétel volt.
Az 1863-ban trónra lépő Iszmáíl Pasa, akivel hajdan együtt vett részt a nyugati tanulmányúton, külügyminiszterré, majd 1865-ben a belügyek vezetőjévé nevezte ki. 1865 júniusától a kormánynak megfelelő Magántanács elnöke és a khedive helyettese volt annak isztambuli látogatása idején, 1866 áprilisáig. Ez rendkívül kitüntető megbízás volt, korábban csak az uralkodócsalád tagjai helyettesítették az alkirályt. 1866 novemberétől a közmunkák minisztere és belügyminiszter lett; ilyen minőségben nagy szerepe volt a Súra Képviselőtanács létrehozásában. 1868-as európai és isztambuli útján ismét helyettesítette Iszmáíl Pasát, és ugyanebben az évben újra a Magántanács elnökévé lépett elő. Muhammad Pasa kitüntetett figyelmet fordított az oktatás modernizációjára: állami felügyelet alá vonta a hagyományos Korán-iskolákat (kuttáb), felállította a Közoktatási Tanácsot, és több magasabb szintű oktatási intézményt: a mérnökképzőt (1866), mezőgazdasági iskolát (1867), jogi és földmérő iskolát (1868), a képviselőtanács felállításakor pedig a bekerülés feltételéül szabta meg az írástudást.
1872-ben újra az Ítéletek Tanácsa élére került. 1873-ban kül- és igazságügy-miniszterként tevékenykedett, és ő képviselte Egyiptomot a Nagy-Britanniával kötött postaügyi megállapodásban. 1874-ben az ítéletek és kereskedelem dívánját vezette, 1875 szeptemberében újra belügyminiszter lett, majd 1876 júniusában harmadjára is az Ítéletek Tanácsának elnöke. 1877 augusztusában ismét rábízták a külügyi tárcát. A kezelhetetlenné váló államadósság ügyében összekülönbözött a kormányzatot uraló európai vizsgálóbizottsággal 1878-ban, és a miniszterek közül egyedül lemondott pozíciójáról.

### Kormányfői tevékenysége
1879. április 7-én miniszterelnökké nevezték ki, kormányában ő irányította a bel- és külügyi tárcát is, és megvált az ún. kettős ellenőrzés jegyében 1878 óta pénz- és közmunkaügyeket irányító brit és francia miniszterektől. Kormányzása alatt lépett érvénybe a modern alapelveken nyugvó alkotmány, és ekkortól vált a kormány felelőssé a Képviselőtanács felé. Az alkotmány érvénybe lépésével újra kormányt alakított július 5-én, továbbra is megőrizve a kül- és belügyek feletti irányítást. Mivel Taufík Pasa nem értett egyet hatalma alkotmányos korlátozásával, lemondatta augusztus 18-án. Továbbra is az egyiptomi politikai élet főszereplője maradt, zömmel török és cserkesz származású hívei jelentős erőt képviseltek, és nagyban hozzájárultak Rijád Pasa miniszterelnök bukásához. Ekkor újra kormányalakítási megbízást kapott.
Második ciklusa 1881. szeptember 14-én kezdődött, már a külföldi befolyás ellen zajló, nacionalista Urábi-felkelés időszakában; kormányában az elégedetlen tisztek, az egyiptomi földbirtokosok és saját török–cserkesz köre alkotott koalíciót. Ekkor újfent belügyminiszter is volt. A katonaság kielégítése érdekében új katonai törvényt hoztak, amelyben szabályozták a tisztek és katonák képzését, előléptetését és megélhetését. Ugyanakkor a forradalmi agitáció ellen kemény sajtótörvényt hoztak, amely bevezette a cenzúrát. A felkelők követeléseinek engedve két és fél év után – igaz, a szűkebb, 1866-os választójogi törvény alapján – 1881 decemberében új képviselőtanács ült össze. A január 8-i brit–francia közös jegyzék, amely az uralkodó hatalmának fenntartása érdekében intervencióval fenyegetett, felkorbácsolta a nemzeti érzelmeket, amelyeket képtelen volt visszafogni, így 1882. február 4-én lemondott.
Miután az év júliusában a britek elfoglalták Alexandriát, ahol védelmükbe vették Taufík Pasát, Muhammad Saríf újra miniszterelnöki kinevezést kapott augusztus 21-én, aki egyúttal a külügyeket is maga irányította. A kormányfő igyekezett együttműködni a britekkel a Ahmad al-Urábi vezette felkelés leverésében, hogy helyreálljon a rend és minél gyorsabban kivonuljanak a külföldi csapatok az országból, azonban idővel kiderült, hogy ez nem áll szándékukban. Miután a britek ragaszkodtak hozzá, hogy az egyiptomi hadsereg kiürítse a Mahdi-felkelés miatt gyakorlatilag elveszett Szudánt, tiltakozásul lemondott 1884. január 10-én.
Miniszterelnökségei alatt intézkedéseket hozott az épített örökség védelme és felújítása érdekében (1881), lebonyolította az első egyiptomi népszámlálást (1882), megnyitotta a családi bíróságokat (1883) és új polgári, kereskedelmi, tengeri kereskedelmi, büntető- és társasági törvényeket adott ki (1883).